# Bleekeria mitsukurii
Bleekeria mitsukurii és una espècie de peix de la família dels ammodítids i de l'ordre dels perciformes.

## Morfologia
Els mascles poden assolir els 16 cm de longitud total.

## Distribució geogràfica
Es troba des del Japó central fins al Mar de la Xina Meridional. També a Indonèsia, al nord-oest d'Austràlia i a l'oest de l'Índic.